# هانس غونتر
هانس غونتر (بالألمانية: Hans Günther)‏ هو جندي ألماني، ولد في 22 أغسطس 1910 في إرفورت في ألمانيا، وتوفي في 5 مايو 1945 في هلاسنا تريبان ‏ في التشيك بسبب شنق.

## وصلات خارجية
- هانس غونتر على موقع IMDb (الإنجليزية)